# Javier Alejandro Almirón
Javier Alejandro Almirón (9 de febrero de 1980, Lanús) fue un futbolista argentino, con pasaporte italiano, que jugaba en la demarcación de central o lateral derecho.

## Biografía
Almirón se formó en la cantera del C.At. Lanús donde llegó al primer equipo para disputar el Torneo Clausura 1999. Permaneció en la disciplina granate hasta la finalización del Torneo Clausura 2005 cuando fue cedido al C.D. Tenerife (2ª División). En el conjunto chicharrero destacó jugando 38 partidos compaginando las labores de central, lateral derecho e, incluso, pivote. Finalmente, tras fracasar por motivos económicos su traspaso definitivo Almirón regresó a su club de origen.
Tras vestir la camiseta de C.At. Lanús en 5 ocasiones, el C.P. Ejido (2ª División) consiguió hacerse con su propiedad. Tras ser titular en la primera parte de la liga una grave lesión en la rodilla derecha en el encuentro frente al Racing C. de Ferrol, rival directo en la lucha por la permanencia, le apartó del equipo varios meses.
Tras el descenso del conjunto almeriense, Almirón firmó por el Deportivo Alavés (2ª División), donde tras no contar mucho en los planes de José María Salmerón (4 partidos en 17 jornadas), la llegada al banquillo albiazul de Manix Mandiola y Javi López Castro le dio un mayor protagonismo (18 partidos en 25 jornadas). Finalmente, el club descendió y prescindió de sus servicios.
La temporada siguiente, tras ofrecerse a clubes como el Levante U. D., firmó por el Girona F.C. (2ª División), donde disputó 5 partidos y quedó libre una vez terminado su contrato.
En enero de 2011 se incorporó al ruso FC Luch-Energiya Vladivostok (Liga Nacional de Fútbol de Rusia), donde vivió su tercer descenso en su vida deportiva, tras lo cual dejó el club.

## Clubes
| Club                         | País      | Año       |
| ---------------------------- | --------- | --------- |
| C.At. Lanús                  | Argentina | 1998-2005 |
| C.D. Tenerife                | España    | 2005-2006 |
| C.At. Lanús                  | Argentina | 2006-2007 |
| C.P. Ejido                   | España    | 2007-2008 |
| Deportivo Alavés             | España    | 2008-2009 |
| Girona F.C.                  | España    | 2009-2010 |
| FC Luch-Energiya Vladivostok | Rusia     | 2011      |